# Яздани, Реза
Реза́ Яздани́ (перс. رضا یزدانی‎; род. 25 августа 1985, Джуйбар, Мазендеран, Иран) — иранский борец вольного стиля, двукратный чемпион мира (2011 и 2013), трёхкратный чемпион Азиатских игр (2006, 2010, 2014) и Азии (2010, 2016, 2019). Начинал карьеру в категории до 84 кг, но затем перешёл в более тяжелые весовые категории.
На Олимпийских играх 2012 года был одним из фаворитов, но в полуфинале в схватке против Валерия Андрейцева с Украины получил травму и не смог продолжить борьбу за награды.